# Struška
Il monte Struška con 1.944 m s.l.m. è una montagna della catena delle Caravanche, posta nei comuni austriaci di Jesenice e Feistritz im Rosental.